# Geometryczny środek Polski

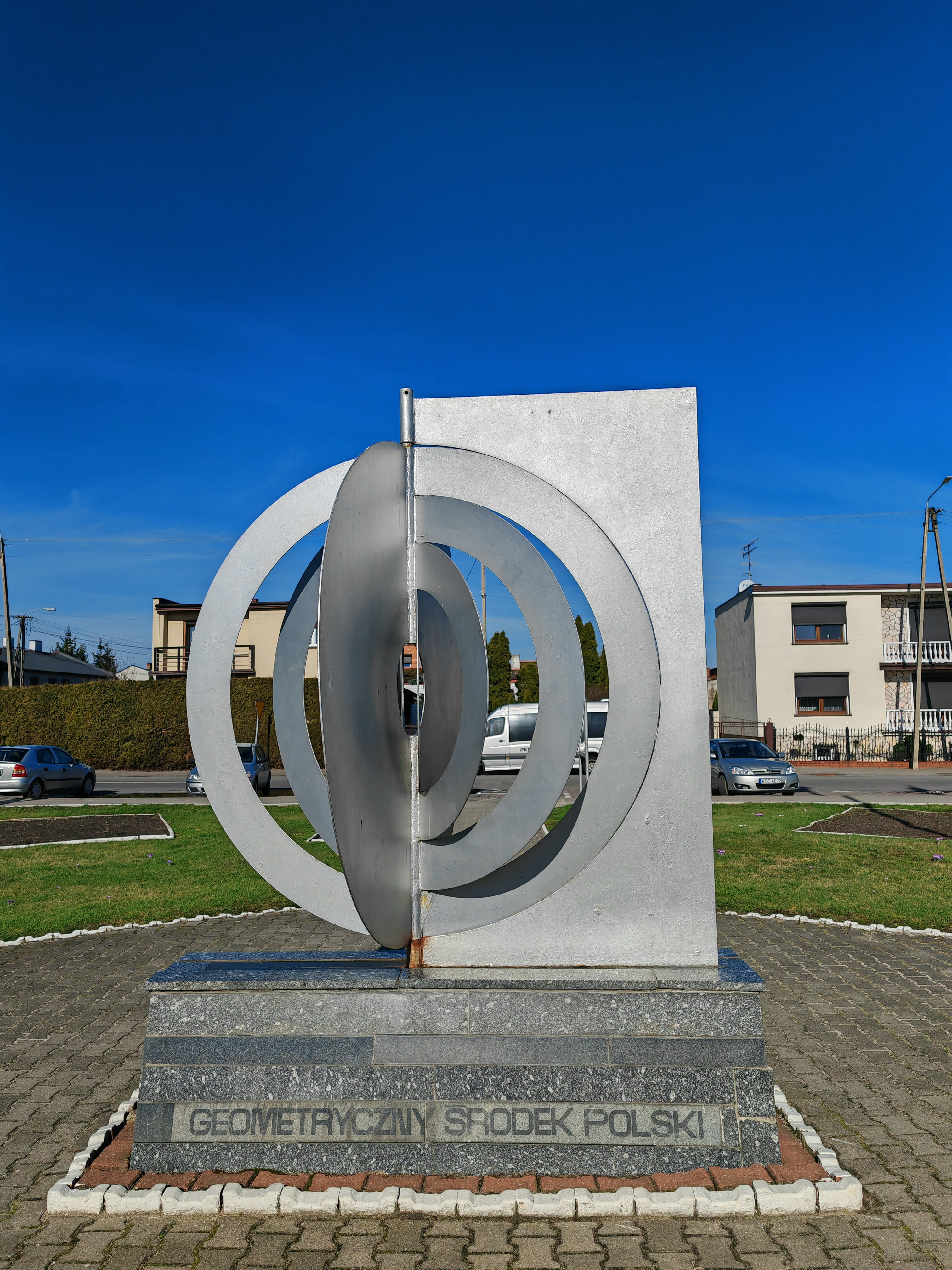
Rynek w Piątku, pomnik symbolizujący środek Polski

Geometryczny środek Polski – punkt będący środkiem masy (centroidem) figury geometrycznej o kształcie i rozmiarach granic administracyjnych Polski. Odpowiada on intuicyjnemu rozumieniu pojęcia środka danego obszaru. Według źródeł, w tym napisu na upamiętniającym go monumencie, znajduje się w miejscowości Piątek w województwie łódzkim.
W 1966 roku działacze Polskiego Towarzystwa Turystyczno-Krajoznawczego w Łęczycy zwrócili się do Instytutu Głównego Urzędu Geodezji i Kartografii w Warszawie z prośbą o przeprowadzenie dokładnego pomiaru i wyznaczenie rzeczywistego punktu. Ustalono wówczas, że środek ciężkości terytorium administracyjnego Polski wypada faktycznie w gminie Piątek, jednak 6,3 km na północny zachód od centrum miejscowości (we wsi Balków, przy granicy z gminą Krzyżanów), na współrzędnych 52°06′51,6″N 19°25′25,2″E/52,114339 19,423672. Ze względu na wprowadzone w 2018 korekty granic gmin nadmorskich, obecnie (sierpień 2018) centroid ten znajduje się o 20 metrów dalej na północ (52°06′52,2″N 19°25′24,8″E/52,114503 19,423561).

## Inne metody wyznaczenia środka Polski
Środek Polski definiowany jako punkt leżący w miejscu przecięcia się ortodrom łączących wierzchołki czworokąta opisanego na punktach ekstremalnych obszaru administracyjnego Polski, złożonego z równoleżników i południków, przechodzących przez te punkty, czyli:
- północny: punkt na wybrzeżu w Jastrzębiej Górze, punkt numer 1145 linii podstawowej – 54°50′11,1″N 18°18′01,7″E/54,836417 18,300472,
- południowy: południowo-wschodni stok Opołonka w granicznym paśmie Bieszczadów Zachodnich – 49°00′07,4″N 22°51′34,8″E/49,002042 22,859669,
- wschodni: zakole Bugu koło Zosina – 50°52′06,8″N 24°08′45,2″E/50,868556 24,145903,
- zachodni: zakole Odry koło Cedyni – 52°50′15,5″N 14°07′22,6″E/52,837653 14,122939.

Tak definiowany punkt centralny – przy zastosowaniu elipsoidy GRS80, stosowanej w polskiej geodezji jako powierzchnia odniesienia – wypada na współrzędnych 52°12′57,4″N 19°08′03,9″E/52,215933 19,134422, we wsi Jankowice (gmina Krośniewice, powiat kutnowski, województwo łódzkie).
Punkt wypadający w połowie kątowej wartości rozciągłości południkowej i równoleżnikowej Polski
punkt o współrzędnych pośrednich między wartościami skrajnymi; geometryczny środek obszaru administracyjnego Polski -   51°55′09,2″N 19°08′03,9″E/51,919231 19,134422 – wieś Janów (gmina Dalików, powiat poddębicki, województwo łódzkie).
Punkt najbardziej oddalony od jakiejkolwiek granicy Polski („punkt najbardziej wewnętrzny”)
środek okręgu wpisanego w kontur Polski: punkt w Polsce najbardziej oddalony od granicy ma współrzędne geograficzne --  52°13′10,6″N 19°33′31,6″E/52,219608 19,558775 , niedaleko miasta Żychlin, i jest od niej oddalony o 247.23km.
Punkt, wokół którego można zatoczyć najmniejsze koło zawierające cały obszar lądowy Polski
środek okręgu opisanego na konturze Polski -  51°41′08″N 18°59′06″E/51,685556 18,985000 (dokładność wyznaczenia ok. 1’) - Szadek, (gmina Szadek, powiat zduńskowolski, województwo łódzkie); promień koła 406 km; najdalsze granice Polski: z Niemcami na wyspie Uznam, z Ukrainą w Bieszczadach, z Litwą na wschód od Trakiszek.
Powyższe dane dotyczą obszaru administracyjnego Polski, czyli obszaru objętego podziałem na jednostki samorządu terytorialnego oraz działki ewidencyjne. Całość terytorium Polski obejmuje bowiem oprócz terytorium lądowego także całość morskich wód wewnętrznych (obszar administracyjny obejmuje – oprócz terytorium lądowego – tylko część morskich wód wewnętrznych; Zalew Szczeciński, Zalew Wiślany, ujścia Świny i Dziwnej, Jezioro (Zatoka) Nowowarpieńskie, część wód przybrzeżnych) oraz całość morskich wód terytorialnych.
Geodezyjny środek całości terytorium państwa
centroid, czyli środek ciężkości całego terytorium Rzeczypospolitej polskiej wypada na współrzędnych  52°11′28,0″N 19°21′19,5″E/52,191097 19,355406, we wsi Nowa Wieś w gminie Kutno, powiat kutnowski, województwo łódzkie. 13 października 2018 punkt ten został oznaczony granitowym słupkiem pamiątkowym z okazji obchodów 100-lecia Polski Niepodległej oraz Roku Polskiej Geografii, z inicjatywy geodezyjnej akcji „Honorowy Południk Krakowski”.